# Clathrus columnatus
Clathrus columnatus är en svampart som beskrevs av Bosc 1811. Clathrus columnatus ingår i släktet Clathrus och familjen stinksvampar.   Inga underarter finns listade i Catalogue of Life.

## Källor

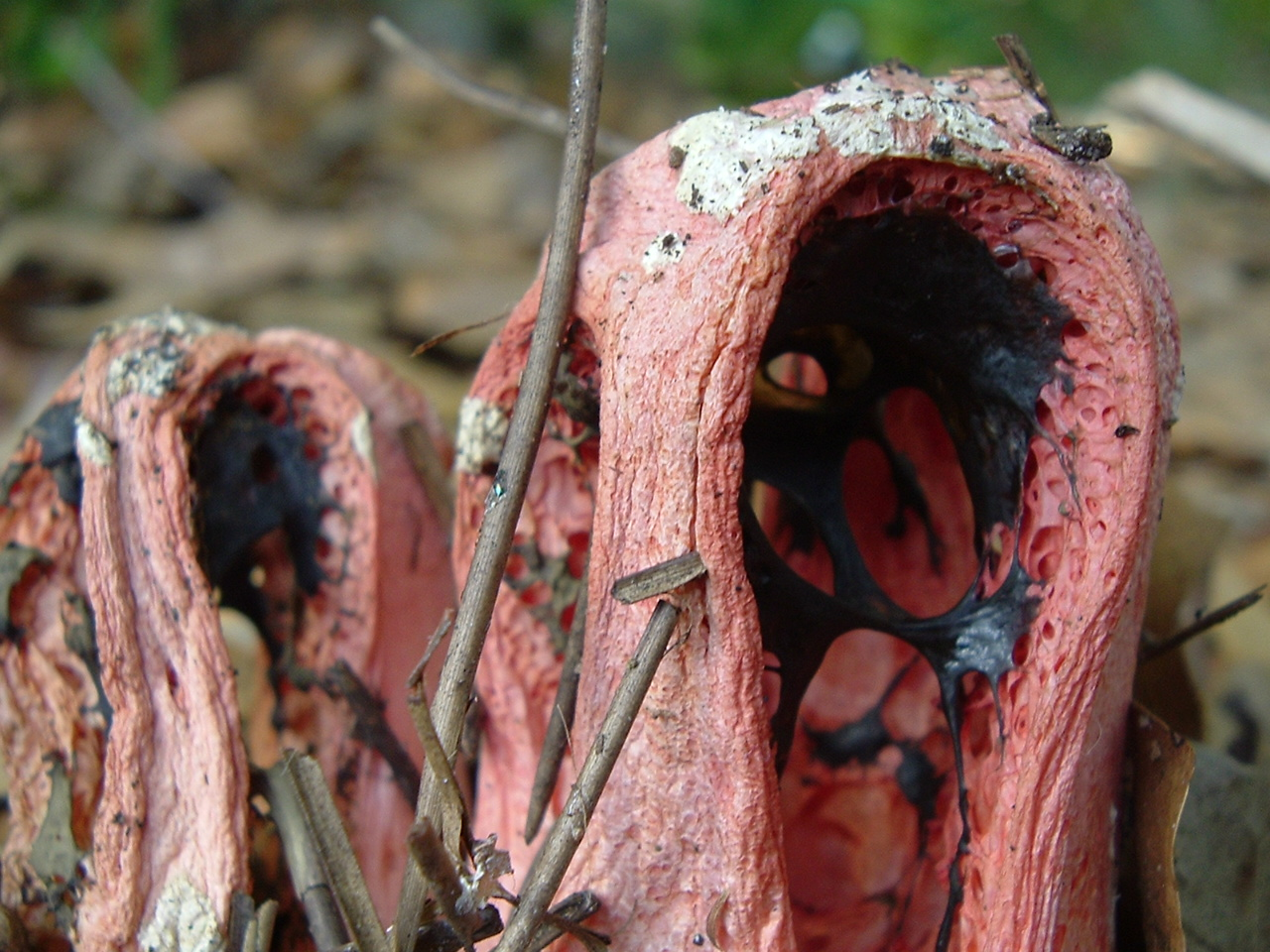